# 海豚岛
海豚岛是钓鱼岛及其附属岛屿中的一个小岛，位于黄尾屿西北，坐标为25°55.8′N 123°40.7′E。2012年3月3日，中华人民共和国国家海洋局、民政部公布其标准名称
。
海豚岛是紧邻黄尾屿的卫星岛屿之一，是黄尾屿西侧各个卫星岛屿中最大的一个，它与黄尾屿主岛仅相隔数十米的距离。中华人民共和国公布的钓鱼岛海区的领海基线，其中一个基点就在海豚岛。
海豚岛被日本政府命名为北西小岛，是日本政府命名的4个卫星岛之一。

## 外部連結
- 中華民國內政部釣魚臺列嶼簡介（繁體中文）
- ウオッちず 地図閲覧サービス（試験公開） （页面存档备份，存于）（日本国土地理院の地形図）（日語）